# Ludwigshafen-Oggersheim
Ludwigshafen-Oggersheim (niem: Bahnhof Ludwigshafen-Oggersheim) – stacja kolejowa w Ludwigshafen am Rhein, w dzielnicy Oggersheim, w regionie Nadrenia-Palatynat, w Niemczech. Znajduje się na linii Mainz – Ludwigshafen. od grudnia 2015 stacja będzie częścią systemu S-Bahn Ren-Neckar.
Według klasyfikacji Deutsche Bahn, stacja posiada kategorię 5.

## Opis
Stacja składa się z grupy jedno i dwupiętrowych budynków. Budynek dworca zbudowany został w 1853 roku w stylu późnego klasycyzmu. Posiada dach czterospadowy. W ramach rozbudowy w 1901-1902 i w latach 30. XX w, zbudowano dwa budynku boczne.
Przejście nadziemne nad torami zostało zbudowane w 1957 roku i istnieje do dziś.
Od 1995 do 2014 roku, budynek dworca był używany jako schronisko młodzieżowe "Alter Bahnhof".

## Linie kolejowe
- Mainz – Ludwigshafen